# Han Show Theatre
Das Han Show Theatre, auch Wuhan Conservatory of Music Exhibition Show Building (武汉音乐学院展演楼) ist ein Theater in Wuhan, China. Es liegt am Rande des Donghusees und wurde 2014 fertiggestellt.

## Architektur
Internationale Aufmerksamkeit erhielt das Theater aufgrund seiner Architektur, welche durch Dalian Wanda Groupsow sowie das Londoner Architekturbüro Steven Chilton Architects geplant und durchgeführt wurde.
Das Theater verfügt über 2000 Sitze und wurde erbaut, um mit Hilfe neuer Technologien akrobatische Wassershows durchführen und damit das Stück "The Han Show" von Theaterdirektor Franco Dragone vorführen zu können.
Die Außenarchitektur ist durch die traditionellen chinesischen roten Laternen aus Papier inspiriert, daher kommt der Spitzname des Theaters: The Red Lantern (die rote Laterne). Dieses  traditionelle chinesische Symbol sollte, so die Architekten, erkennbar gemacht und durch die Verkleidung modern ästhetisiert werden.
Eine Oberfläche aus Kabelnetzen, welche um das Theater herum aufgehängt sind und den Eindruck von Flexibilität erzeugen, bildet die Fassade des Gebäudes. Insgesamt sind 18.000 rote Kabel verbaut, welche durch rote Leuchtdioden ergänzt werden  und dadurch nachts leuchten. Auch Bilder oder Texte können auf der Oberfläche angezeigt werden. Das Design der roten Laterne stammt vom Steven-Chilton-Studio aus dem Jahr 2010. Innerhalb der Laterne, welche eine Art Umschichtung bildet, befinden sich Auditorium sowie Podium.
Im Theater befinden sich außerdem ein 10-Millionen-Liter-Wassertank, drei bewegliche LED-Bildschirme sowie bewegliche Zuschauersitze. Die Sitze können  zwischen einer Proszeniumsanordnung oder einer die Bühne einkreisenden Anordnung wechseln.
Bezüglich dieses Projekts und der Nachfrage nach der Relevanz, die unterschiedlichen architektonischen Elemente des Projektes richtig anzuordnen, sagte der Architekt aus dem Stufish Büro Jenny Melville: “The unique vision for the auditorium and show required vast and complex design integration. The entire building programme had to be configured specifically for and around the auditorium whilst also fitting within a constrained urban site.” („Die einzigartige Vision für das Auditorium und die Show setzen eine umfassende und komplexe Designintegration voraus. Das gesamte Bauprogramm musste speziell für und um das Auditorium konfiguriert werden und sich gleichzeitig in einen beengten städtischen Standort einfügen“).
Das Theater kostete rund  2,5 Mrd. RMB.

## Lage
Das Theater liegt am Donghusee in Wuhan. Das Element des Wassers wird aus der Umgebung aufgegriffen und Theatersaal aufgegriffen. Das Viertel um das Theater wurde von der Stadt Wuhan als eine Kulturzone geplant.